# Ústav pro českou literaturu Akademie věd České republiky
Ústav pro českou literaturu AV ČR, v. v. i., je veřejná výzkumná instituce se sídlem v Praze, zřízená Akademií věd České republiky s cílem provádět vědecký výzkum české literatury, přispívat k využití jeho výsledků a zajišťovat výzkumnou infrastrukturu. Jeho činnost zahrnuje literární historii a teorii, lexikografii, editologii, textologii, bibliografii a další literárněvědné disciplíny. Vydává časopis Česká literatura, provozuje knihovnu a několik internetových databází (Slovník české literatury po roce 1945 on-line, Česká elektronická knihovna, Digitalizovaný archiv časopisů, Bibliografie české literární vědy aj.) Je pokračovatelem Ústavu pro českou literaturu Československé akademie věd a umění, vzniklého v září 1948.

## Činnost a poslání
Ústav pro českou literaturu AV ČR, v. v. i. je vědecký ústav, který zajišťuje základní výzkum české literatury od počátků do současnosti. Podle platné zřizovací listiny z 28. června 2006 byl zřízen s cílem uskutečňovat vědecký výzkum v oblasti české literatury, přispívat k využití jeho výsledků a zajišťovat infrastrukturu výzkumu. Věnuje se literární historii a teorii, literárněvědné lexikografii, editologii, textologii, bibliografii a jiným oborům literární vědy.
Podle výroční zprávy za rok 2010 je jediným neuniverzitním pracovištěm v ČR, které provádí základní literárněvědný výzkum. Je hlavní institucí literárněvědné bohemistiky ve světovém měřítku.

## Služby pro veřejnost
ÚČL vedle vědecké činnosti zřizuje a udržuje informační zdroje, přístupné pro širokou veřejnost. Patří k nim:
- Knihovna ÚČL, obsahující přes 160 tisíc svazků, zčásti přijatých od bývalé Umělecké besedy. Rozsahem fondu byla v roce 2021 třetí největší knihovnou v rámci Akademie.[4]
- Digitální sbírka ÚČL, zahrnující přes 180  literárněvědných publikací, většinou dostupných volně, část po přihlášení.
- Slovník české literatury od roku 1945 on-line, s více než tisícem hesel českých spisovatelů a literárních časopisů z let 1945–2000.[5]
- Česká elektronická knihovna Archivováno 19. 2. 2012 na Wayback Machine., umožňující bezplatný přístup k 1 700 odborně ošetřeným básnickým knihám, které reprezentují téměř veškerou českou poezii 19. a počátku 20. století.[6]
- Digitalizovaný archiv časopisů, sedmá největší digitální knihovna v ČR r. 2010[7]
- Edice E, zahrnující texty dosud knižně nevydaných dokumentů i knižních publikací, které se vážou k činnosti ÚČL
- Databáze české literární vědy, zpřístupňující bibliografie k dějinách českého písemnictví a literární vědy
- Česká literární bibliografie, výzkumná infrastruktura zaštítěná Ústavem pro českou literaturu, která zpracovává a zpřístupňuje bohaté informace k výzkumu české literatury

## Publikace
ÚČL vydává časopis Česká literatura. Všechny ročníky jsou online dostupné v Digitální knihovně AV ČR.
ÚČL spoluvydává časopis Cornova, který je rovněž online dostupný v Digitální knihovně AV ČR.  
ÚČL dále vydává vědecké a populárně naučné tituly z oblasti literární vědy a kritická vydání české literatury.
ÚČL aktuálně vydává knihy v edicích:
- Bibliographica
- Theoretica & historica
- Korespondence Jakuba Demla
- Varianty

a další tituly mimo ediční řady.
Jako spoluvydavatel se ÚČL podílí na edicích
- Česká knižnice (s Nadačním fondem Česká knižnice a nakladatelstvím Host)
- Teoretická knihovna (s nakladatelstvím Host)
- Czech Literature Studies (s nakladatelstvím Karolinum)
- Kritická hybridní edice (s nakladatelstvím Akropolis)

a na jednotlivých titulech (ve spolupráci s nakladatelstvím Academia či Akropolis).

## Hodnocení
Na konci roku 2010 byl ÚČL jedním z patnácti předních českých vědeckých ústavů, zahrnutých do Mezinárodního auditu vědy, výzkumu a inovací v ČR vedeného společností Technopolis. Výsledná zpráva zmínila unikátní a fundamentální roli ÚČL ve výzkumu české literatury a literární kultury. Ocenila velké úsilí, které ústav věnuje zpřístupnění získaných znalostí elektronicky prostřednictvím internetu, jako unikátní a vynikající z hlediska kvality a rozsahu. Na závěr uvedla, že ÚČL je střediskem mimořádného významu jak pro Českou republiku, tak pro zahraniční bohemisty.

## Historie
Založení výzkumného ústavu pro českou literaturu se začalo připravovat na půdě Československé akademie věd a umění v roce 1946, krátce po založení Ústavu pro jazyk český. Organizační řád byl schválen v červnu 1947, Ústav pro českou literaturu začal pracovat 1. září 1948. Roku 1953 byl začleněn do Československé akademie věd a v roce 1993 do Akademie věd České republiky.

### Sídla
V roce 1953 byl ÚČL přestěhován z Valentinské ulice na Starém Městě (zde působil od roku 1951) do prostor Strahovského kláštera. Prostory kláštera musel uvolnit poté, co byl objekt vrácen řádu premonstrátů. 
Od roku 1991 sídlil ústav v dnes již neexistujícím objektu uprostřed kasáren Jiřího z Poděbrad na nám. Republiky (dnešní Palladium). Počátkem března 1999 se ústav přesunul do svého současného působiště Na Florenci 3.